# Leonardo Valencia
Leonardo Valencia, mit vollem Namen Leonardo Felipe Valencia Rossel (* 25. April 1991 in Santiago de Chile), ist ein chilenischer Fußballspieler. Der Stürmer spielte von August 2017 bis Dezember 2019 beim brasilianischen Verein Botafogo FR. Zuvor spielte er nur bei chilenischen Vereinen. Zwieschen 2016 und 2017 war er für die chilenische Nationalmannschaft. Aktuell spielt er bei Audax Italiano.

## Karriere

### Vereine
Valencia spielte in seiner Jugend beim Hauptstadtclub CF Universidad de Chile und erhielt dort auch 2008 seinen ersten Profivertrag. Er wurde aber zunächst an den unterklassigen Verein Deportes Melipilla verliehen, wo er aber nur zu einem Einsatz kam. Nachdem er 2011 an Unión La Calera verliehen und einmal eingesetzt worden war, bekam er dort für 2012 einen neuen Vertrag und brachte es auf 34 Ligaspiele. 2013 wechselte er ablösefrei zum Ligakonkurrenten CD Palestino, für den er in bisher 80 Ligaspielen 23 Tore schoss, zwischendurch aber auch verliehen wurde, unter anderem an seinen Stammverein Universidad de Chile. Mit Palestino konnte er die Apertura 2014 gewinnen, wobei er in den beiden Finalspielen, die mit 3:1 und 6:1 gegen Santiago Wanderers gewonnen wurden, je zwei Tore erzielte. Durch die Finalsiege war die Mannschaft für die Qualifikation zur Copa Libertadores 2015 qualifiziert. In dieser setzte sich die Mannschaft aufgrund der Auswärtstorregel gegen Nacional Montevideo durch, schied dann aber nach der Gruppenphase aus, in der er in fünf Spielen eingesetzt wurde und ein Tor erzielte. In der Clausura zollte die Mannschaft dann Tribut für die Doppelbelastung und belegte nur den 19. Platz.
Im März 2015 stand er mit Palestino erstmals im Finale der Copa Chile, verlor dies aber mit 2:3 gegen CD Universidad de Concepción. Besser lief es im Dezember 2015, als er mit Universidad de Chile erneut im Finale der Copa stand, diesmal gegen Colo Colo und durch Elfmeterschießen gewann, wobei er zu den erfolgreichen Schützen gehörte. Bereits im Oktober hatte er mit Universidad de Chile den Supercup gegen Universidad de Concepción gewonnen.
Mit Universidad de Chile trat er in der Qualifikation zur Copa Libertadores 2016 gegen River Plate an. Nach einer 0:2-Auswärtsniederlage, bei der er nicht eingesetzt wurde, reichte das 0:0 im Rückspiel nicht um die Gruppenphase zu erreichen. Mit Palestino lief es in der Copa Sudamericana 2016 besser, aber wieder war es ein argentinischer Verein durch den das Aus kam, diesmal im Viertelfinale gegen CA San Lorenzo de Almagro, wobei sein Tor zum 1:0-Sieg im Rückspiel nicht ausreichte um die 0:2-Hinspielniederlage auszugleichen. In der Copa Sudamericana 2017 verlor er zwar mit Palestino im März 2017 das Heimspiel mit 0:1 gegen Atlético Venezuela, im Rückspiel im Mai in Caracas gewannen sie dann aber ebenfalls mit 1:0 und dann auch das Elfmeterschießen mit 7:6, wobei er als erster Schütze erfolgreich war.
Zur Saison 2017/18 wechselte er nach Brasilien zu Botafogo FR. Nach 80 Spielen für Botafogo kehrte er im Januar 2020 zurück in seine Heimat, wo er einen Vertrag bei Colo Colo erhielt.

### Nationalmannschaft
Seinen ersten Einsatz für die chilenische Nationalmannschaft hatte er direkt in einem Pflichtspiel am 6. Oktober 2016 beim 0:3 in der WM-Qualifikation gegen Ecuador, als er in der 74. Minute eingewechselt wurde. Sein zweiter Einsatz folgte am 16. November, als er beim 3:1 gegen Uruguay beim Stand von 1:1 in der 58. Minute für den gelb-rot-gefährdeten Arturo Vidal eingewechselt wurde.
Weitere Einsätze folgten im Januar 2017 beim China-Cup, zu dem Chile ohne die meisten Stammspieler angereist war. Im Halbfinale gegen Island stand er erstmals in der Startelf, wurde aber in der ersten Minute der Nachspielzeit ausgewechselt. Im Finale gegen Kroatien, das 12 Spieler einsetzte, für die dies das erste Länderspiel war und das von Chile nach einem 1:1 im Elfmeterschießen gewonnen wurde, spielte er über 90 Minuten, wurde aber im Elfmeterschießen nicht benötigt.
Am 2. Juni nominierte ihn Chiles Trainer Juan Antonio Pizzi für den Kader mit 23 Spielern, die Chile beim FIFA-Konföderationen-Pokal 2017 vertreten sollen.
Er kam dann auch in den Vorbereitungsspielen gegen Burkina Faso und Rumänien zu weiteren Einsätzen. Gegen Rumänien erzielte er dabei mit seinem ersten Länderspieltor die 2:0-Führung, seine Mannschaft verlor aber noch mit 2:3. Er war allerdings beim Stand von 2:1 zur zweiten Halbzeit ausgewechselt worden.
Beim Turnier in Russland wurde er im ersten Gruppenspiel gegen Kamerun in der 64. Minute beim Stand von 0:0 eingewechselt. Seinen Mitspielern gelangen danach noch zwei Tore, sodass mit einem 2:0 der Start in das Turnier glückte. Danach kam er aber erst wieder im Finale gegen Weltmeister Deutschland zum Einsatz, als er in der 53. Minute beim Stand von 0:1 eingewechselt wurde. Er konnte dem Spiel aber auch keine Wende mehr geben. Bei den folgenden gegen Paraguay und Bolivien verlorenen WM-Qualifikationsspielen wurde er lediglich gegen Bolivien eingewechselt. Die Chilenen verpassten letztlich die WM durch eine 0:3-Niederlage am letzten Spieltag gegen Rekordweltmeister Brasilien.
Für die Copa América 2019 wurde er nicht nominiert.

## Erfolge
- Primera División, Apertura-Sieger: 2014 (mit Palestino)
- Pokalsieger 2015 (mit Universidad de Chile)
- Supercup-Sieger 2015 (mit Universidad de Chile)